# Славибор
Славибор је био лужичкосрпски кнез , и отац чешке владарице Људмиле.

## Владавина
Постао је владар након убиства кнеза Жистибора. Није познато да ли је учествовао у убиству Жистибора, или му је Лудвиг II допустио.
Славибор је признао власт Франачке. Заједно са својим народом је учествовао у ратовима против пољских, чешких племена и Хавељана. 836. године је заједно са својим народом предводио устанак, али је Франачка победила. Од 873. године до 874. године учествовао је у побунама против Франачке.
869. године су се ујединила племена поред реке Бели Халштроф са Суселцима, Чесима и другим суседима, Гломачима, Милчанима, Лужичанима и успели да продру преко старе тириншке границе у Источнофраначком царству.
После почетка борбе за власт против Каролинга око 875. године, Славибор је побољшао своје односе са суседним племенима, а затим је после устанка 877. и 880. године, када су се Гломачи, Чеси и Срби са другим околним суседима подигли устанак, постао независан кнез, што је Франачка номинално признала. Устаничке покрете савладали су франачки грофови и војводе који су владали у неким областима.
Између 883. године и 890. године је признао власт Сватоплука I, кнеза Великоморавске кнежевине, па му је то омогућило да се ослободи од Франачке власти. Власт Великоморавске кнежевине је била номинална. Умро је 894. године. Његову власт је наследио његов син Драгомир, који је 897. године ослобођен власти Великоморавске кнежевине.
Можда је био и пшовански војвода (као што је наведено из Чешке хронике и Кристанове легенде), где је такође описан као кнез Милчана. Према неким легендама, имао је сина Хоусека, који је саградио замак у Чешкој код Блатце.